# Bahnstrecke Besique–Coscachi
| Dampflok Nr. 1 ‘SUTE’, die von Balfour, Lyon y Compañía in Chile für die Hacienda San José gebaut wurde, hier mit Namensschildern ‘MARGUERITE’ |                   |                       |                       |
| Streckenlänge: | ca. 45 km         |                       |                       |
| Spurweite: | 1067 mm (Kapspur) |                       |                       |
| |                   |                       |                       |
| \| \| 0 \| Puerto Besique (⊙) \| Puerto Besique (⊙) \| \| \| \| \| \| \| \| \| Puerto Samanco (⊙) \| \| \| \| \| \| \| \| \| \| \| \| \| \| 10 \| Hacienda San Gregorio \| Hacienda San Gregorio \| \| \| 2 \| Samanco Pueblo \| Samanco Pueblo \| \| \| 20 \| San José (⊙)[Anm. 1] \| San José (⊙)[Anm. 1] \| \| \| 30 \| San Jacinto (⊙) \| San Jacinto (⊙) \| \| \| 45 \| Coscachi \| Coscachi \| \| \| \| \| \| \| Quellen: [1][2]:66, 72 \| \| \| \| |                   |                       |                       |
| Kopfbahnhof Streckenanfang (Strecke außer Betrieb) | 0                 | Puerto Besique (⊙)    | Puerto Besique (⊙)    |
| Tunnel (Strecke außer Betrieb) |                   |                       |                       |
| Kopfbahnhof Streckenanfang (Strecke außer Betrieb) · Strecke (außer Betrieb) |                   | Puerto Samanco (⊙)    | Puerto Samanco (⊙)    |
| Strecke nach links (außer Betrieb) · Abzweig geradeaus und von rechts (Strecke außer Betrieb) |                   |                       |                       |
| Strecke von links (außer Betrieb) · Abzweig geradeaus und nach rechts (Strecke außer Betrieb) |                   |                       |                       |
| Kopfbahnhof Streckenende (Strecke außer Betrieb) · Strecke (außer Betrieb) | 10                | Hacienda San Gregorio | Hacienda San Gregorio |
| Bahnhof (Strecke außer Betrieb) | 2                 | Samanco Pueblo        | Samanco Pueblo        |
| Bahnhof (Strecke außer Betrieb) | 20                | San José (⊙)          | San José (⊙)          |
| Bahnhof (Strecke außer Betrieb) | 30                | San Jacinto (⊙)       | San Jacinto (⊙)       |
| Kopfbahnhof Streckenende (Strecke außer Betrieb) | 45                | Coscachi              | Coscachi              |
| |                   |                       |                       |
| Quellen: :66, 72 |                   |                       |                       |

Die Bahnstrecke Besique–Coscachi war eine eingleisige Bahnstrecke in der Spurweite von 1067 mm (Kapspur) im mittleren Peru im Süden der heutigen Provinz Santa in der Region Ancash.

## Geschichte
Wie bei zahlreichen anderen Eisenbahnen in Peru handelte es sich um einen Inselbetrieb, der gebaut wurde, um dem Hinterland Zugang zu einem Hafen an der Küste zu verschaffen.
Die Strecke entstand aus den Werksbahnen zweier aneinander grenzender landwirtschaftlicher Großbetriebe, der Hacienda San Jacinto und der Hacienda San José, die hauptsächlich Zuckerrohr anbauten. Zumindest die Hacienda San José befand sich seit dem 19. Jahrhundert in britischem Eigentum, seit 1900 der British Sugar Company, was vielleicht die Wahl der in Peru sonst seltenen Kapspur erklärt. Beide Netze hatten zunächst keinen Anschluss an einen Hafen. Die für den Abtransport des Zuckers verbleibende Strecke zum Puerto Samanco wurde mit Maultieren überbrückt. Als 1916 die British Sugar Company beide Haciendas vereinigte, wurden auch die beiden Bahnen zusammengelegt. 1920 erfolgte die Streckenverlängerung nach Puerto Samanco. Aber bereits 1925 spülte ein Hochwasser des Río Nepeña so viel Geröll und Sand in den Hafen, dass er trocken fiel und nicht mehr genutzt werden konnte. So musste ein neuer Hafen im benachbarten Besique (neuere Schreibweise: Vesique) eingerichtet werden, der auch wieder Bahnanschluss erhielt.:72
Der Betrieb auf der Strecke wurde 1962 eingestellt.:72

## Betrieb
Die Bahn diente ausschließlich den wirtschaftlichen Bedürfnissen des Zuckerrohranbaus. Öffentlicher Personenverkehr fand hier nie statt. Die wenigen vorhandenen Fahrzeuge für den Personentransport dienten ausschließlich dazu, Mitarbeiter zu befördern.:72